# Rocket Man
Rocket Man (I Think It's Going to Be a Long, Long Time) è un singolo del cantante britannico Elton John, primo estratto dal suo quinto album in studio Honky Château. Il testo è scritto da Bernie Taupin.

## Il brano
È una delle canzoni più famose del cantautore britannico. Taupin ebbe l'ispirazione per il testo mentre stava facendo un giro in macchina: come dice il titolo stesso del brano, all'epoca imperversavano le missioni spaziali, ed è questo il senso della canzone. Bernie pensa a un nuovo mondo iper-tecnologico in un immaginario lontano futuro. Nella stesura del testo, l'autore si è ispirato all'omonimo racconto di Ray Bradbury inserito nella raccolta L'uomo illustrato. Elton compose la melodia in pochi minuti, stando a quanto affermato da Ken Scott. Rocket Man è contenuta nell'album Honky Château, del 1972 e prodotto da Gus Dudgeon.
Divenne subito un singolo, raggiungendo la seconda posizione nel Regno Unito e la sesta negli Stati Uniti. Con questo brano John passava a uno stile diverso da quello di prima: Rocket Man aprì questo nuovo periodo, spianando la strada che porterà Elton a coprire, nel 1975, oltre il 2% delle vendite dei dischi mondiali.

## Cover
Della canzone esistono numerose cover: tra le tante, si ricordano quella di Kate Bush (inserita nell'album tributo Two Rooms: Celebrating the Songs of Elton John & Bernie Taupin), Billy Blanco Jr., David Fonseca e Sylvain Cossette. Inoltre, anche Grace Gaustad, Slash (con Myles Kennedy), Mike Massé (con Jeff Hall).
Ne esistono anche numerose parodie, usate in cartoni animati statunitensi come I Griffin (a sua volta parodia dell'interpretazione in stile shakespeariano dell'attore canadese William Shatner, al Science Fiction Film Awards del 1978), nella serie canadese ReBoot e nel video di Beck Where It's At. Il brano è anche presente in una delle prime puntate della serie tv americana degli anni 80 Ralph supermaxieroe. Il ritornello della canzone è stato cantato da Dua Lipa nel singolo Cold Heart pubblicato nel 2021 con Elton John.

## Curiosità
- David Bowie non digerì mai il brano, stando a quanto dice Angela Bowie, perché lo considerava una scopiazzatura della sua Space Oddity (prodotta anch'essa da Dudgeon e riguardante gli stessi argomenti), proprio mentre Starman non era ancora in classifica. Così, durante una trasmissione radio della BBC del 22 maggio 1972, inserì tra i versi della canzone, che era quinta in classifica, la frase "I'm just a Rocket Man!" (alcuni dati su Bowie presi dalla sua enciclopedia di Nicholas Pegg)

## Classifiche
| Classifica (1972)          | Posizione più alta |
| -------------------------- | ------------------ |
| Official Singles Chart     | 2                  |
| Germania                   | 18                 |
| Irlanda                    | 6                  |
| Italia                     | 6                  |
| U.S. Billboard Pop Singles | 6                  |
| Classifica (2008)          | Posizione più alta |
| Norvegia                   | 18                 |